# Jill Kintner
Jill Kintner (Burien, 24 oktober 1981) is een Amerikaanse mountainbikester en BMX-ster. Kintner won in 1997 het wereldkampioenschap BMX bij de meisjes 16 jaar. In 2002 won ze de US National Champion Pro Women NBL. Vanaf 2002 ging Kintner zich ook richten op het mountainbiken. In 2005, 2006 en 2007 won ze de wereldtitel op de 4-Cross. In 2007 en 2008 kwam de focus van Kintner weer te liggen bij de BMX met oog op de Olympische Spelen van 2008 in Peking, waar BMX voor het eerst op het programma stond. Tijdens deze spelen won ze de bronzen medaille.

## Palmares

### BMX
1997
- Wereldkampioenschap meisjes 16 jaar

1998
- Wereldkampioenschap junior dames

2002
- US National Champion Pro Women NBL

2008
- Amerikaans kampioenschap
- Olympische Spelen

### Mountainbiken
2003
- Amerikaans kampioenschap 4-Cross
- Wereldkampioenschap 4-Cross

2004
- Wereldkampioenschap 4-Cross
- Wereldbeker 4-cross

2005
- Wereldkampioenschap 4-Cross
- Wereldbeker 4-Cross
- Amerikaans kampioenschap 4-Cross

2006
- Wereldkampioenschap 4-Cross
- Wereldbeker 4-Cross
- Amerikaans kampioenschap 4-Cross

2007
- Wereldkampioenschap 4-Cross

2009
- Amerikaans kampioenschap 4-Cross
- Wereldkampioenschap 4-Cross

2010
- Amerikaans kampioenschap Downhill

2011
- Amerikaans kampioenschap Downhill